# Janina Lenczewska-Samotyja
Janina Lenczewska-Samotyja, ps. „Żaba”, „Jaśka” (ur. 16 kwietnia 1924 w Baranowiczach, zm. 20 grudnia 1978 w Łodzi) – polska architektka, urbanistka, uczestniczka powstania warszawskiego.

## Życiorys
Jej rodzicami byli Eugeniusz Lenczewski-Samotyja oraz Janina z domu Ratomska.
Brała udział w powstaniu warszawskim jako łączniczka o pseudonimie „Żaba” i „Jaśka”. Należała do plutonu 226 w Zgrupowaniu „Żniwiarz” będącego częścią Obwódu Żoliborz Armii Krajowej. Po powstaniu wywieziona wraz z matką i siostrą do obozu koncentracyjnego Ravensbrück. Do kraju powróciła w sierpniu 1945.
W 1952 ukończyła Wydział Architektury Politechniki Warszawskiej. W latach 1950–1955 pracowała początkowo jako pomoc techniczna, a następnie projektantka w Pracowni Urbanistycznej w Nowej Hucie.
Jest autorką różnych projektów architektonicznych i urbanistycznych, wśród nich można wymienić m.in.: osiedle A-33 w Nowej Hucie (w zespole), stadion KS Budowlani w Nowej Hucie, osiedle Teofilowa B w Łodzi (razem z Krystyną Krygier), osiedle Reja w Łodzi (razem z Krystyną Krygier).
W 1955 została odznaczona Odznaką Nagrody Państwowej II stopnia.
Została pochowana na Cmentarzu Wojskowym na Powązkach w Warszawie.